# Sonchus oleraceus
Sonchus oleraceus, conocido comúnmente por cerraja, cerrajón o canayuyo es una especie de planta herbácea del género Sonchus en la familia Asteraceae.

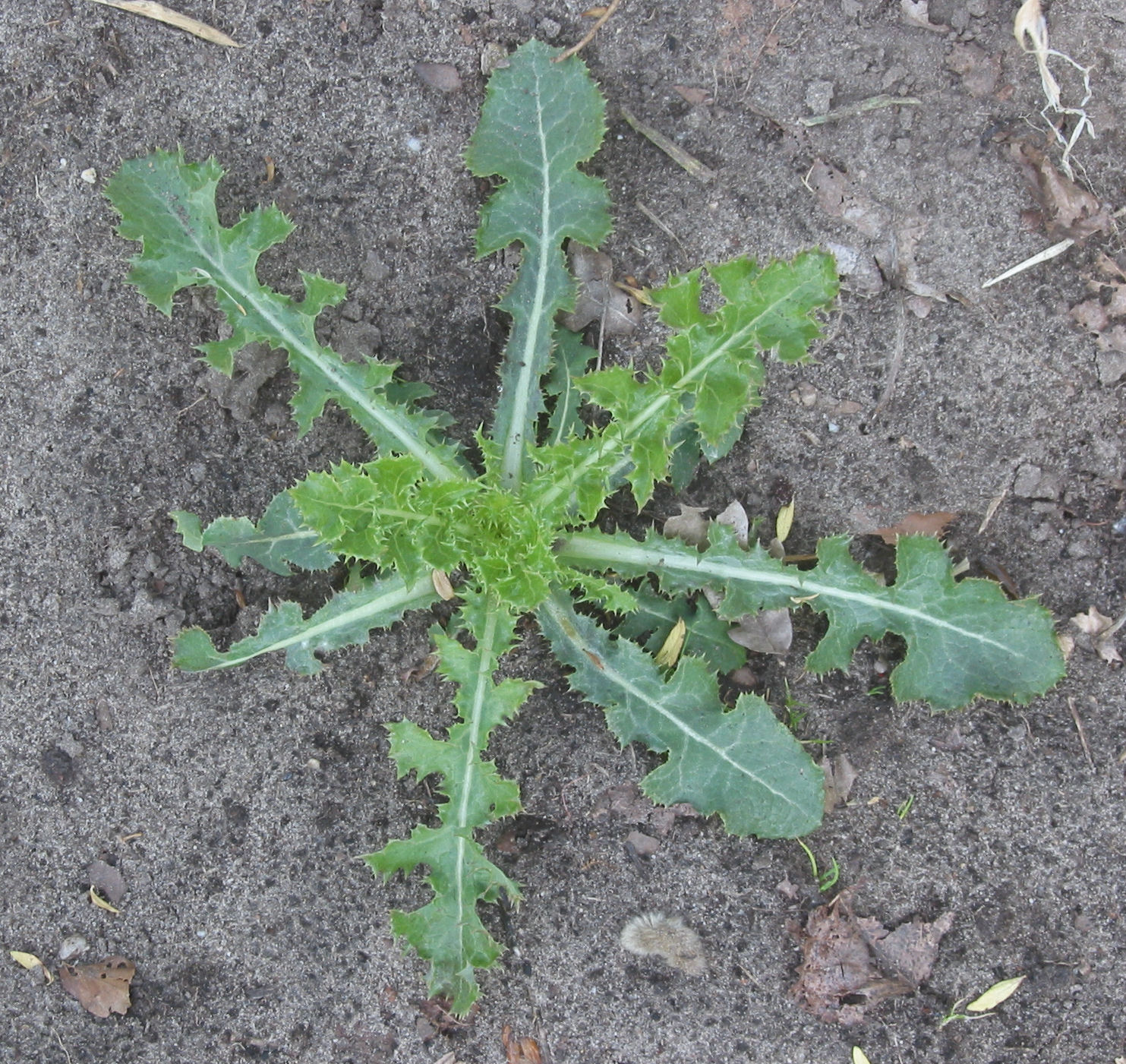
Roseta basal de hojas

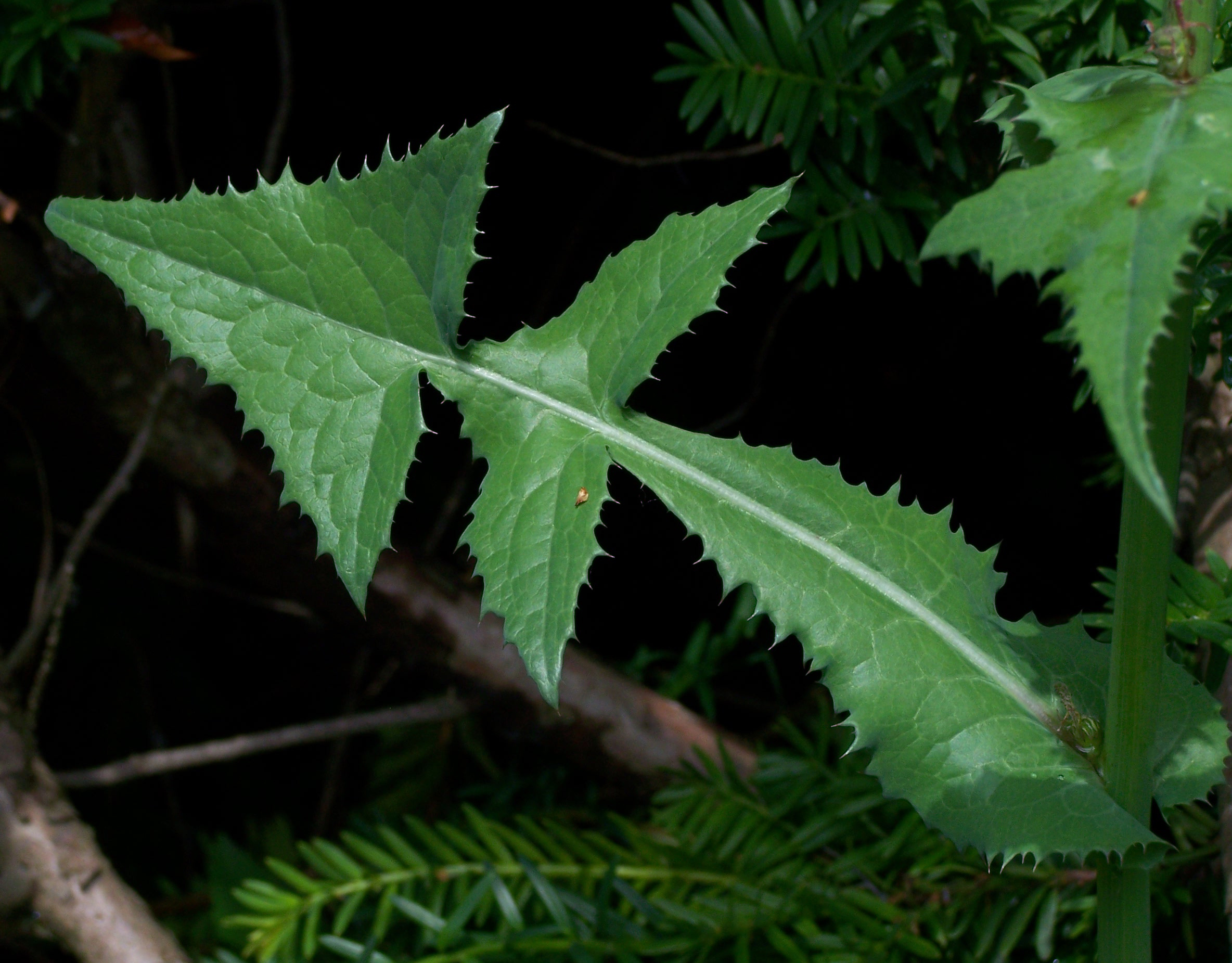
Hoja caulinar

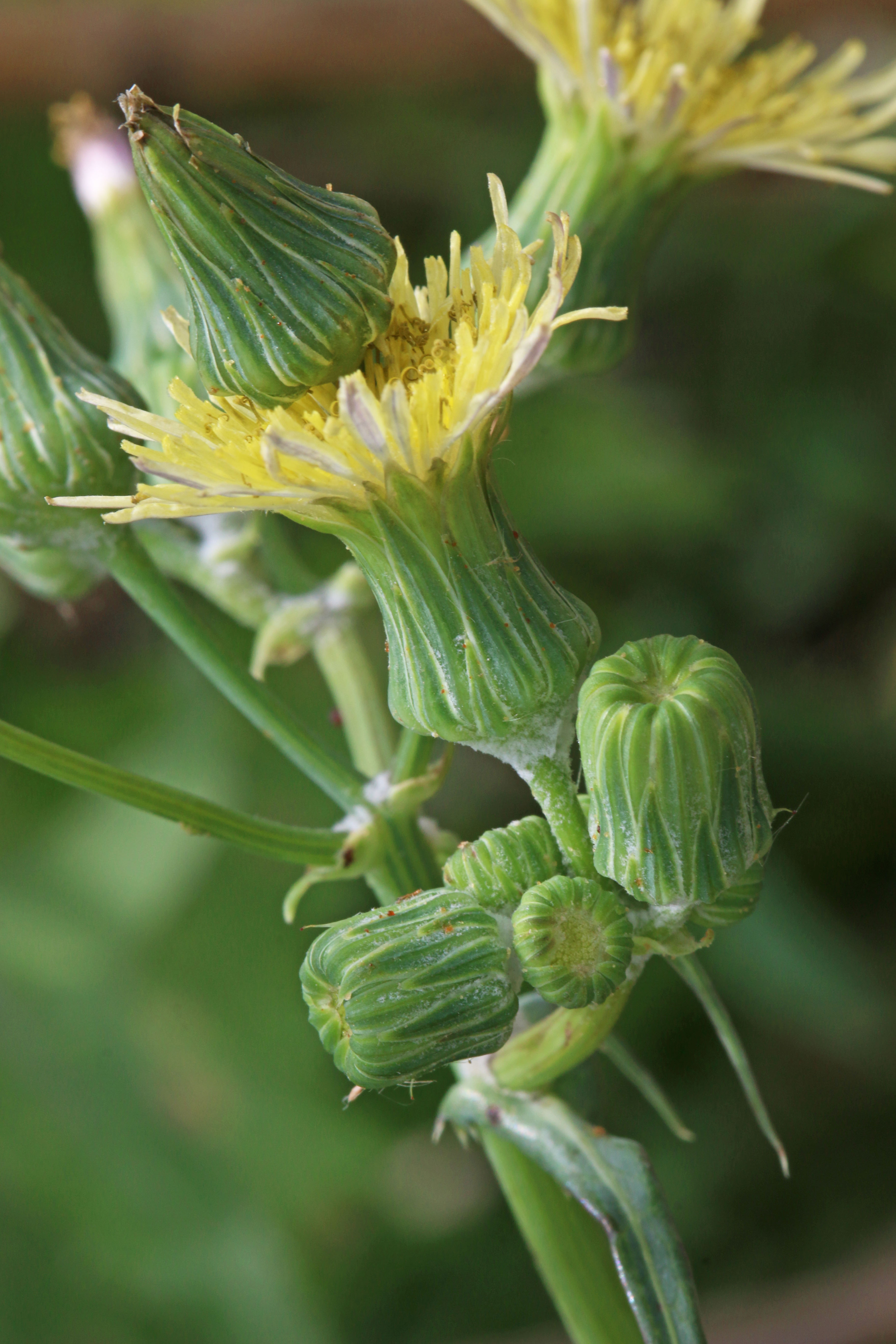
Capítulos en antesis y preantesis

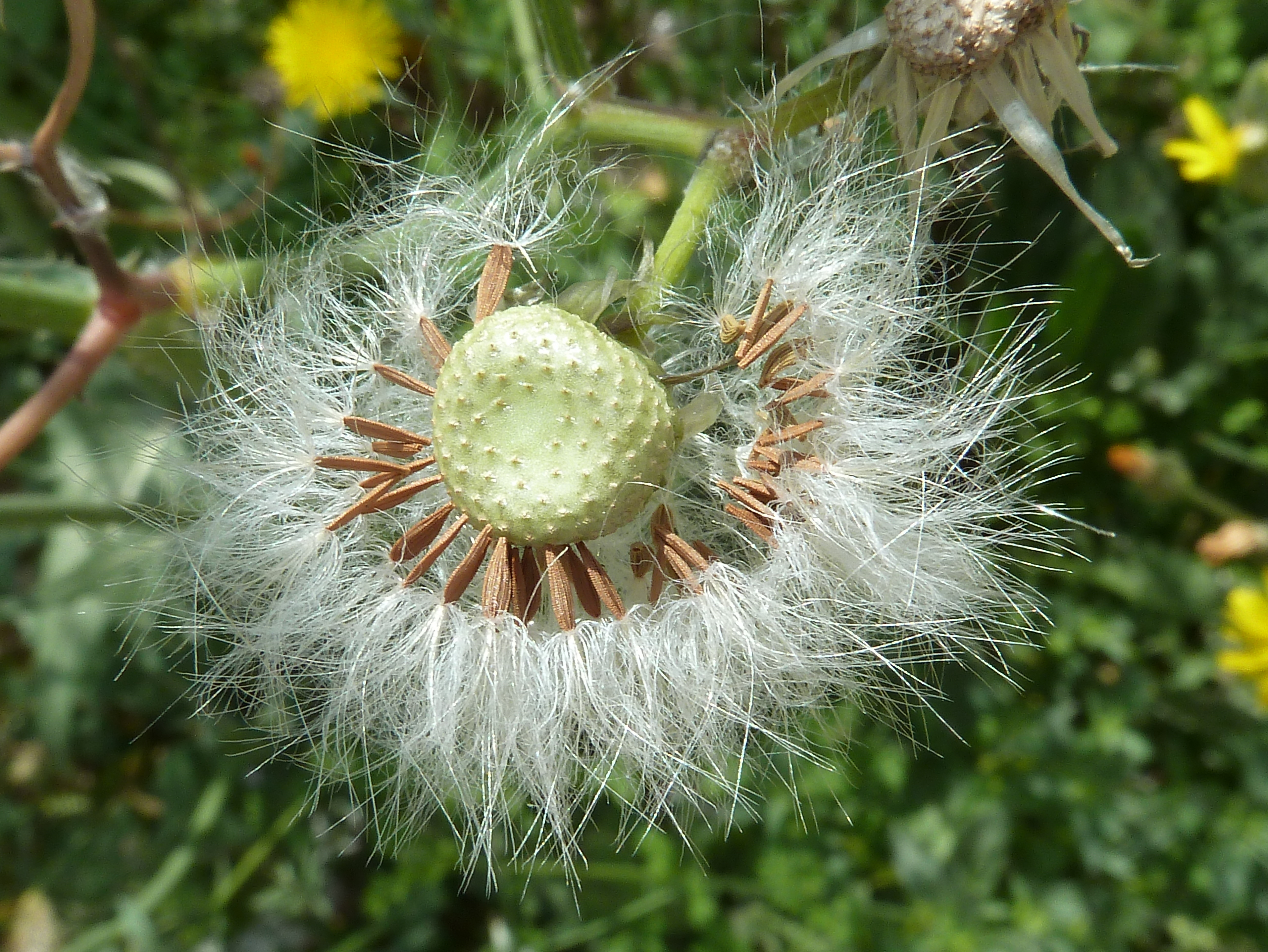
Cipselas in situ

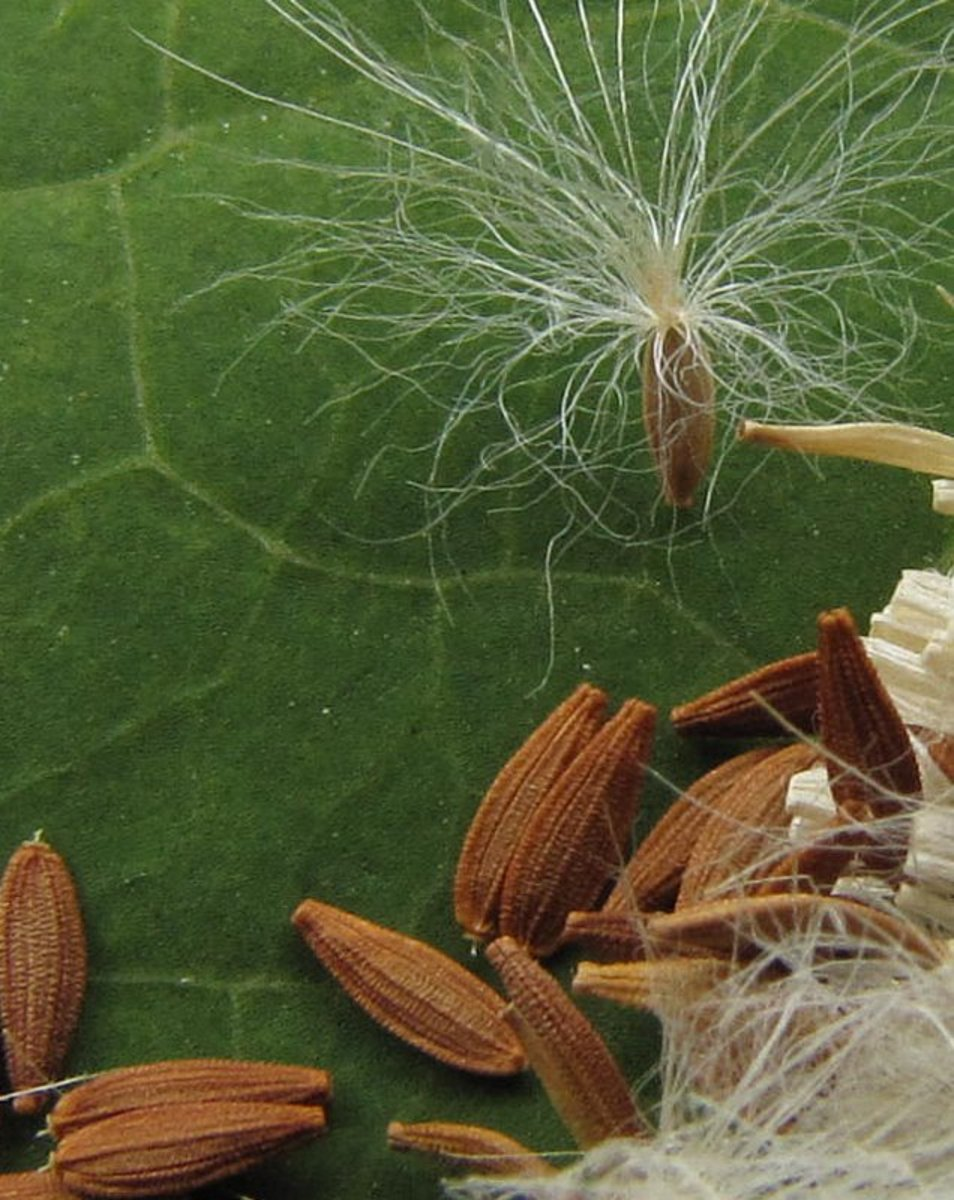
Cipselas sueltas con y sin sus vilanos

## Descripción
Es una especie anual o bienal, de 15-80 cm, a veces hasta 1,50m, de altura con tallos erectos, ramificados o no, huecos y longitudinalmente surcados, generalmente glabros y a menudo de color rojizo, con una eventual roseta basal de hojas y con hojas caulinares abrazadoras, muy variables, con aurículas agudas, dentadas o pinnatisectas, con o sin pequeñas espinas en los márgenes. La inflorescencia, en corimbo o panícula, consiste en 5-15 capítulos pedúnculados con un involucro de brácteas herbáceas, más grandes del exterior hacía el interior, glabras o con pelos glanduliferos y con las lígulas amarillas —a menudo con una banda longitudinal violácea en el envés— o eventualmente blanquecinas. El ápice de los pedúnculos y la base de las brácteas involucrales pueden estar densamente cubiertas de una borra aracnoideo-blanquecina. Las cipselas, de cuerpo comprimido y finamente tuberculado, son estrechamente obovoidas, de color pardo y con 3 costillas longitudinales de cada lado; son coronadas por un vilano, caedizo, de finísimos pelos blancos discretamente escabridos o barbelados.

## Distribución geográfica
La especie es nativa de la Cuenca mediterránea y toda Europa. Ha sido introducida y se ha naturalizado en prácticamente el mundo entero donde, localmente, se ha tornado maleza de difícil erradicación.

## Uso gastronómico
Las hojas y escapes jóvenes son localmente utilizados como ensalada o verdura; dichas hojas son uno de los ingredientes del preboggion, mezcla de hierbas típica de la cocina de Liguria (Italia).

## Taxonomía
Sonchus oleraceus fue descrita por Carlos Linneo y publicado en Species Plantarum, vol. 2, p. 794, 1753.
Etimología
- Sonchus: latinización del griego σόγχος, que era el entonces nombre de dichas plantas. Evocado por Plinio el Viejo en su Historia Naturalis (22, 88).[4]
- oleraceus: prestado del latín ǒlěrācěus, -a, -um, de ǒlǔs, verdura, hierba; o sea herbáceo, aludiendo al porte de esta planta. Ya en Virgilio, en las Geórgicas (4, 130)).[4]

Citología
Número de cromosomas: 2n=32.
Taxones infraespecíficos aceptados
- Sonchus oleraceus f. hydrophilus (Boulos) J.Kost.

Sinonimia
- Carduus amplexicaulis Noronha
- Sonchus angustissimus Hook.f.
- Sonchus angustissimus H.Lindb., nom. illeg
- Sonchus asper P.Gaertn. & al., nom. illeg
- Sonchus asper "Hall ex G.Gaertn., B.Mey. & Scherb." , nom. illeg
- Sonchus australis Hort. ex Trev.
- Sonchus australis Trevir.
- Sonchus ciliatus Lam.
- Sonchus fabrae Sennen
- Sonchus glaber Gilib., nom. inval.
- Sonchus gracilis Phil.
- Sonchus gracilis Sennen
- Sonchus lacerus Willd.
- Sonchus laevis Vill.
- Sonchus laevis Garsault, nom. illeg
- Sonchus laevis camer. ex Sch.Bip.
- Sonchus longifolius Trevir.
- Sonchus longifolius Trev.
- Sonchus macrotus Fenzl, nom. inval.
- Sonchus pallescens Panc.
- Sonchus pallescens Pančić
- Sonchus parviflorus Lej. ex Rchb.
- Sonchus reversus E.Mey. ex DC.
- Sonchus rivularis Phil.
- Sonchus roseus Besser ex Spreng.
- Sonchus royleanus DC.
- Sonchus runcinatus (Fiori) Zenari, nom. illeg
- Sonchus schimperi A.Braun & Bouché
- Sonchus schmidianus K.Koch
- Sonchus spinulifoius Sennen
- Sonchus subbipinnatifidus (Guss.) Zenari
- Sonchus sundaicus Blume
- Sonchus tenerrimus Schur non L., nom. illeg
- Sonchus umbellifer Thunb.
- Sonchus zacinthoides DC.[7][8]

## Nombre común
- Castellano: acerraja (2), acerrajón, achicorias, alborraja, aserraja, aserraja hembra, azapuercos, borraja, borrajas (3), camorroja (2), cardenca, cardencha, cardenchilla, cardeña (2), cardo hueco, cardo lechero (3), cardo meleño, cardo muyar, cardos lechines, carduncha, carrajón, cerraja (28), cerraja basta, cerraja borde, cerraja castellana, cerraja común (4), cerrajas (9), cerrajilla, cerrajón (12), cerrajón basto (2), cerrajón de ensalá, cerrajón imperial, cerrajón pavero, chicoria, chicorias dulces, conejina, crujiera, diente de león, escardencha, forrajas, hierba para las almorranas, hierba serillosa, lechacino, lechecilla, lechecillo, lechecino (8), lechera (4), lecheras, lecheriega, lecheros, lechiterna, lechocino (2), lechoncino, lechugo, lechugueta, lechuguilla (9), lechuguinas, leitariega, pendejo (2), serrada (2), serraja, serrajas (2), ternillo, zarralla. Las cifras entre paréntesis indican la frecuencia del uso del vocablo en España.[5]
- En México se llama achicoria dulce.[9]